# Konrad Nägeli
Konrad Nägeli (* 17. Januar 1881 in Rapperswil; † 1. Oktober 1951 in St. Gallen, reformiert, heimatberechtigt in Rapperswil) war ein Schweizer Politiker (FDP).

## Biografie
Konrad Nägeli kam am 17. Januar 1881 in Rapperswil als Sohn des Hutmachers Konrad Josef Nägeli und der Laura geborene Helbling zur Welt. Er besuchte das Gymnasium in Winterthur und erlangte im Jahr 1899 die Matura. Während seiner Schulzeit trat er der Mittelschulverbindung Vitodurania bei. Anschliessend begann Konrad Nägeli an der Berner Universität mit dem Rechtsstudium, das er mit der Promotion beendete.
Im Anschluss daran war er als Sekretär des kantonalen Baudepartements St. Gallen sowie als Redakteur beim St. Galler Tagblatt angestellt. Konrad Nägeli heiratete im Jahr 1906 Leonie, die Tochter des Ingenieurs Georg Franziscus. Er verstarb am 1. Oktober 1951 im Alter von 70 Jahren in St. Gallen.

## Politische Laufbahn
Konrad Nägeli, Mitglied der Freisinnig-Demokratischen Partei, war zunächst zwischen 1909 und 1918 im städtischen Gemeinderat St. Gallens vertreten. Zudem wurde er im Jahr 1911 in den Stadtrat gewählt, in dem er vorerst bis 1918 die Direktion Hochbau und Gesundheitswesen, anschliessend bis 1930 die Direktion Bauverwaltung, dazu ab 1924 die Direktion Schulverwaltung, leitete. Im Anschluss amtierte er bis 1948 neben der Leitung der Direktion Inneres und Finanzen als Stadtammann. Daneben vertrat er auf kantonaler Ebene seine Partei zwischen 1930 und 1936 im St. Galler Kantonsrat. Überdies fungierte er von 1937 bis 1948 als Präsident des Schweizerischen Städteverbands.
Konrad Nägeli hatte massgeblichen Anteil am Ausbau der Handelshochschule, an der Ansiedlung der Eidgenössischen Materialprüfungsanstalt in St. Gallen sowie an der Gründung der Ostschweizerischen Land- und Milchwirtschaftlichen Ausstellung im Jahr 1943. Beinahe die ganze Amtszeit Konrad Nägelis im Stadtrat war geprägt von den Folgen beider Weltkriege sowie der Stickereikrise.